# 12380 Sciascia
12380 Sciascia este o planetă minoră (asteroid), cu un diametru de 10,176 km, din centura de asteroizi. A fost descoperită pe 10 august 1994 la Observatorul European Austral de Eric Walter Elst și a fost numită după Leonardo Sciascia. 
Obiectul prezintă o orbită caracterizată de o semiaxă mare de 2,7152582 UAi, o excentricitate de 0,06, o înclinație de 5,34772 ° în raport cu ecliptica.